# Kermarān
Kermarān (persiska: كِريمنون, كِرمِران, کرمران) är en ort i Iran.   Den ligger i provinsen Hormozgan, i den södra delen av landet, 1 000 km söder om huvudstaden Teheran. Kermarān ligger 344 meter över havet och antalet invånare är 352.
Terrängen runt Kermarān är varierad. Runt Kermarān är det glesbefolkat, med 11 invånare per kvadratkilometer. Kermarān är det största samhället i trakten. Trakten runt Kermarān är ofruktbar med lite eller ingen växtlighet.